# Adler (Soči)
Adler je město, přímořské letovisko na břehu Černého moře, oficiálně klasifikované jako mikrorajón Adlerského rajónu lázeňského města Soči v Krasnodarském kraji v Rusku. Město má přibližně 77 tisíc obyvatel. Nachází se na ústí řeky Mzymta do moře okolo které se rovnoměrně táhne na obě strany podél pobřeží v celkové délce asi 17 km. Jen asi 2 km od jeho hranice je gruzínská Abcházie.